# Digitaria compressa
Digitaria compressa är en gräsart som beskrevs av Otto Stapf. Digitaria compressa ingår i släktet fingerhirser, och familjen gräs. Inga underarter finns listade i Catalogue of Life.